# Шенвальд (Баварія)
Шенвальд (нім. Schönwald) — місто в Німеччині, розташоване в землі Баварія. Підпорядковується адміністративному округу Верхня Франконія. Входить до складу району Вунзідель.
Площа — 19,18 км2. Населення становить 3215 ос. (станом на 31 грудня 2020).